# Lijst van abdissen Stift Thorn

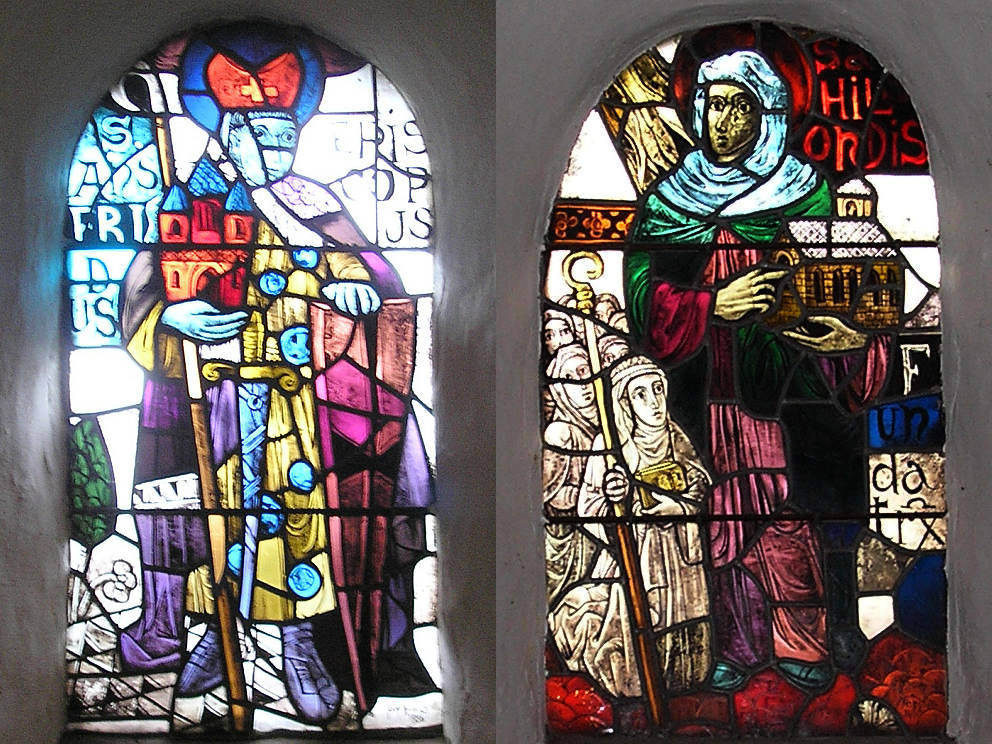
Ansfried en Hilsondis (stichters)

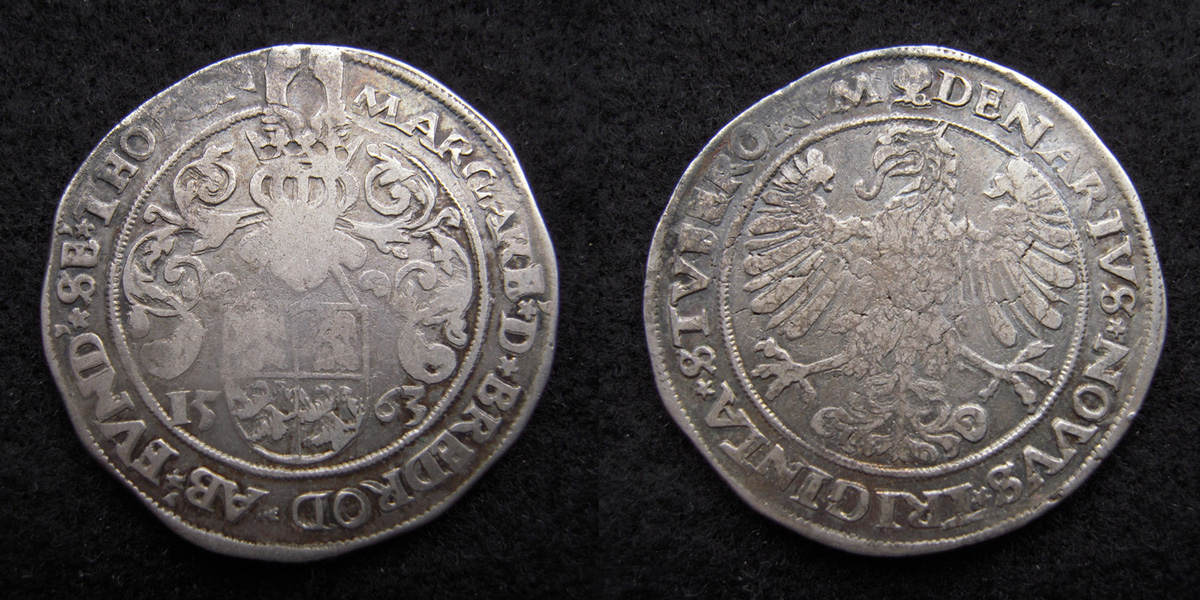
Zilveren daalder van 30 stuivers van Margaretha van Brederode, 1563.

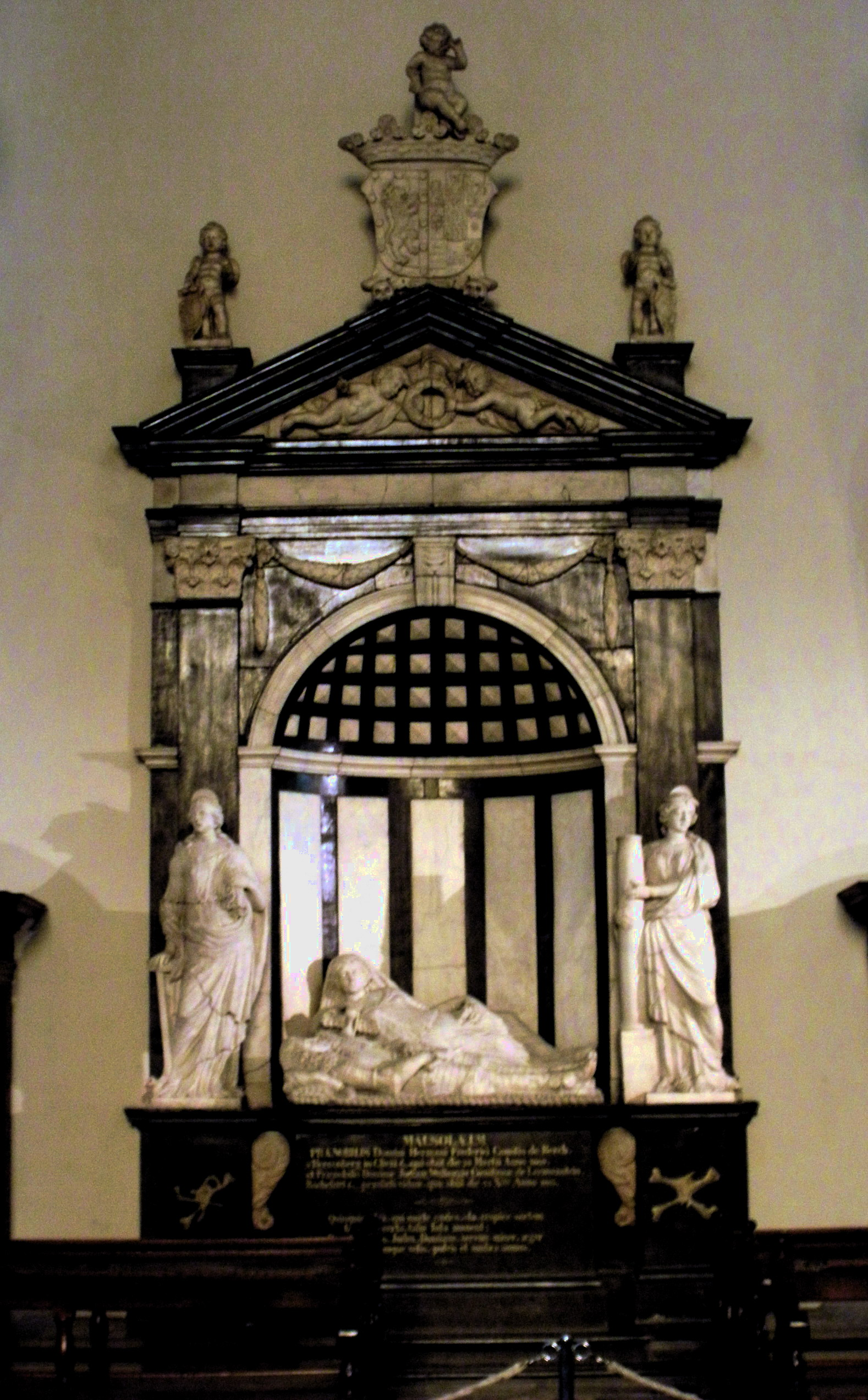
Grafmonument Josina Walburgis van Löwenstein

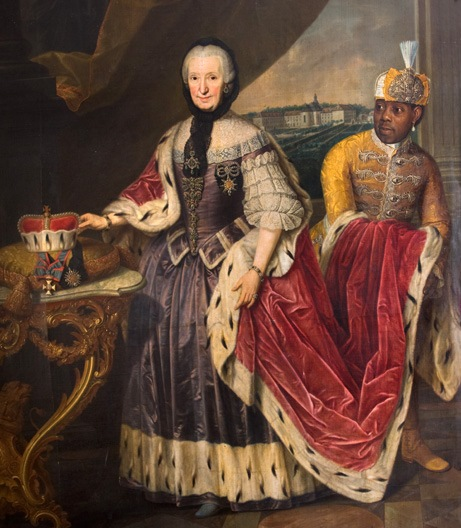
Francisca Christiana van Palts-Sulzbach

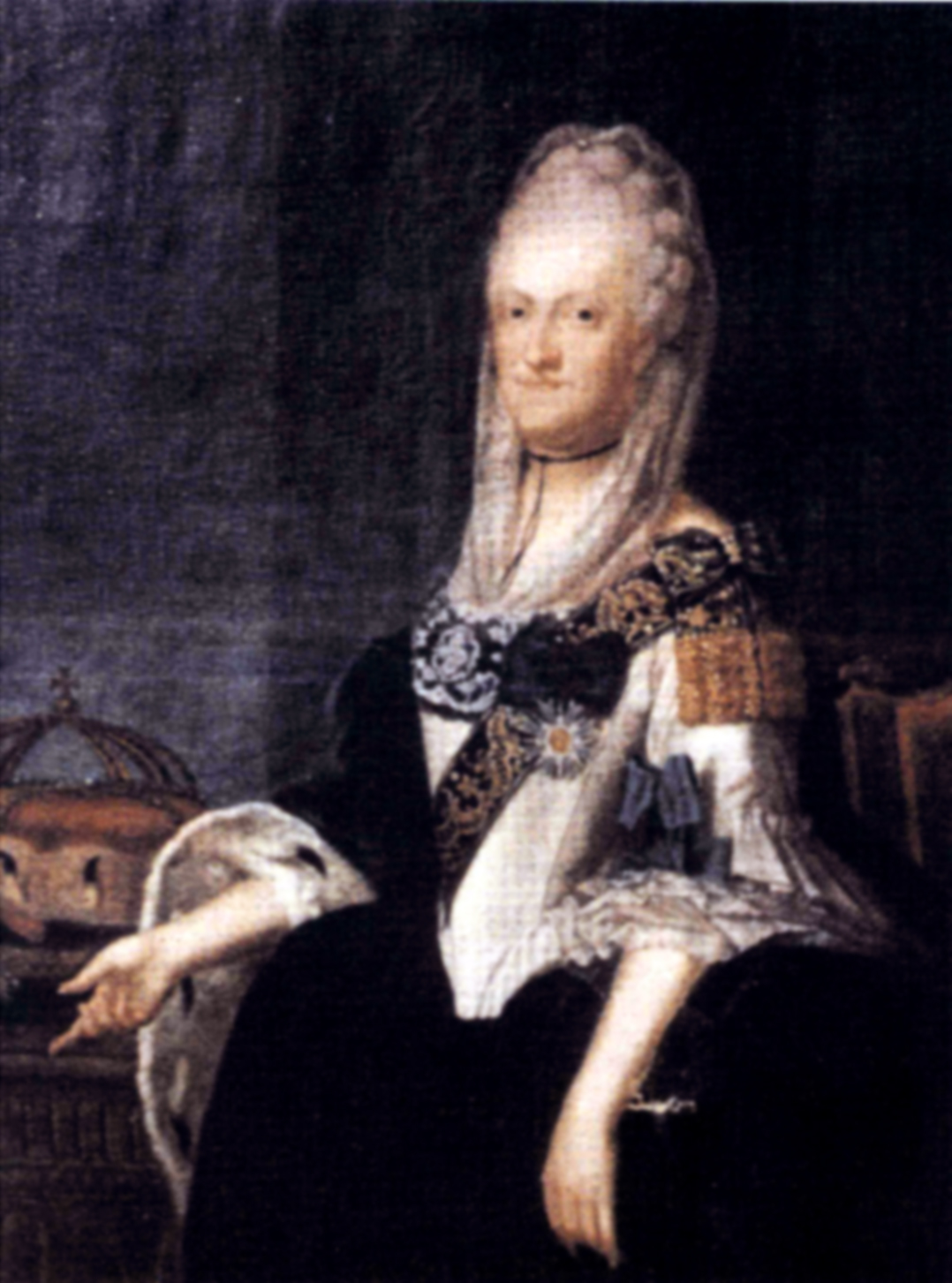
Maria Cunigunde van Saksen

Onderstaand een lijst van de abdissen van het Stift Thorn. De namen en data zijn afkomstig van de vier marmeren platen die ophangen aan een muur achter de Kloosterberg, tegenover het standbeeld van de Geitebok. Op deze platen zitten echter mogelijk enkele fouten of hiaten tussen de nummers 1 t/m 10 in de reeks.

## Lijst van abdissen
| Nr | Van           | Tot        | Naam                                               | Opmerking |
| -- | ------------- | ---------- | -------------------------------------------------- | --- |
| 1  | 985/992 (ca.) | 1010 (ca.) | Benedicta                                          | eerste abdis, dochter van de stichter Ansfried |
| 2  | 1010 (ca.)    | 1020 (ca.) | Gerberga                                           | Niet vermeld op de lijst van Mathias Wolters (1850) |
| 3  | 1020 (ca.)    | 1044 (ca.) | Hilgardis                                          | Niet vermeld op de lijst van Wolters . Jozef Habets vermeldt zonder enige bronvermelding dat zij geleefd zou hebben in 1044 . |
| 4  | 1044 (ca.)    | 1094 (ca.) | Godeilis                                           | Zowel Wolters als Habets geven geen bron voor haar vermelding. |
| 5  | 1094 (ca.)    | 1102 (ca.) | Bukardis                                           | Niet vermeld op de lijst van Wolters . Jozef Habets geeft aan dat haar naam zou staan op een (ongespecificeerde) charter uit 1102 . |
| 6  | 1102 (ca.))   | 1136 (ca.) | Mechtildis van Kessenich ?                         | volgens een akte uit 1102, schonk ene Anselmus zijn dochter aan de abdij van Thorn, mogelijk uit de familie van Kessenich, echter is het onduidelijk of zij als abdis functioneerde, of slechts een stiftdame was. Mogellijk was ze een kleindochter van Hendrik I van Kessel, de kleinzoon van stichter Ansfried. |
| 7  | 1136 (ca.)    | 1172 (ca.) | Aleydis von Saffenberg ?                           | mogelijk een dochter van Adelbert II van Saffenberg en Regiwindis van Ruremunde, de achterkleindochter van Hendrik I van Kessel. |
| 8  | 1172 (ca.)    | 1189 (ca.) | Odilia van Ubach                                   | waarschijnlijk de kleindochter van Adelbert II van Saffenberg en Regiwindis van Ruremunde. Hun zoon Godfried van Ubach ook in 1172 genoemd wordt in de akten van Thorn. Ook een Regewidis van Ubach staat in dezelfde akte genoemd                                                                                 |
| 9  | 1189 (ca.)    | 1217 (ca.) | Elisabeth                                          | Zowel Wolters als Habets geven geen bron voor haar vermelding. |
| 10 | 1217 (ca.)    | 1231 (ca.) | Jutta                                              | Jozef Habets vermeldt dat zij "gekozen abdis" was, echter zonder bron . |
| 11 | 1231          | 1273       | Hildegondis van Born                               | dochter van Otto van Born. Een akte uit 1261 vermeldt dat abdis Hildegondis aan de bisschop van Luik toestemming vraagt voor de schenkingen die zij aan Thorn wil gaan doen |
| 12 | 1273          | 1304       | Guda von Rennenberg                                | dochter van Conrad von Rennenberg |
| 13 | 1304          | 1337       | Margaretha van Petersheim                          | dochter van Margareta von Rennenberg, de kleindochter van de hierboven vermeldde Conrad. De Bisschop van Luik, Adolf van der Marck, liet door twee kanunniken een visitatie verrichten vanwege ernstige tekortkomingen, waarna hij maatregelen treft tegen Thorn                                                   |
| 14 | 1337          | 1378       | Margaretha van Heinsberg                           | dochter van Godfried I van Heinsberg en Mathilde, dochter van Arnold V van Loon |
| 15 | 1378          | 1387       | Margaretha van Buren                               | dochter van Lambert van Buren. Zij staat echter niet in de lijst van Wolters of van Habets |
| 16 | 1387          | 1397       | Margaretha van Horne                               | vermoedelijk een dochter van Gerard I van Horne met zijn 2e vrouw Irmgard van Kleef |
| 17 | 1397          | 1446       | Mechtild van Horne                                 | dochter van Willem VI van Horne, in 1441 gevangengenomen door burgers van Loon |
| 18 | 1446          | 1451       | Jacoba van Heinsberg-Loon                          | halfzuster van Jan van Heinsberg; regent vanaf 1441 |
| 19 | 1451          | 1473       | Elsa van Buren                                     | dochter van Willem van Buren en Irmgard van Lippe, dochter van Bernard van Lippe |
| 20 | 1473          | 1486       | Gertrude de Sombreffe                              | dochter van Guillaume II de Sombreffe en Gertrud von Saffenberg |
| 21 | 1486          | 1531       | Eva von Isenburg                                   | dochter van Gerlach II van Neder-Isenburg en Hildegard von Sirck |
| 22 | 1531          | 1577       | Margaretha van Brederode                           | zij moest in 1561 voor het Rijkskamergerecht in Speyer verschijnen vanwege schending van de rijksmuntverordening van 1559. In 1563 werd ze opnieuw gedaagd . Voerde tevens in 1560 en in 1563 processen in verband met de jurisdictie binnen het gebied van Thorn                                                  |
| 23 | 1577          | 1579       | Josina von Manderscheid-Blankenheim                | dochter van Gerhard von Manderscheid-Blankenheim en Francisca von Montfort-Bregenz |
| 24 | 1579          | 1604       | Josina van der Mark                                | zij stelde bij akte van 19 december 1588 Willem Scheyffarts als kanunnik aan, onder voorwaarde dat hij zich eerst tot diaken zou laten wijden. Vijf jaar later was dat nog niet het geval. |
| 25 | 1604          | 1631       | Anna van der Marck                                 | van haar is een mandaatproces uit 1615 bekend, geïnitieerd bij het Rijkskamergerecht, tegen de schepenen van Thorn. Zij vorderde medewerking bij de uitwinning van goederen van de inwoners van Thorn in verband met de Turkenbelasting.                                                                           |
| 26 | 1631          | 1632       | Josina Walburgis von Löwenstein-Wertheim-Rochefort | stopte als adis wegens haar huwelijk met Herman Frederik van den Bergh op 16 dec 1632; begraven in de Sint-Servaasbasiliek in Maastricht |
| 27 | 1633          | 1646       | Anna Eleonora von Stauffen                         | dochter van Georg Leo von Stauffen en Margaretha Truchsess von Waldburg-Trauchburg, vanaf 1645 tevens abdis van sticht Essen |
| 28 | 1646          | 1647       | Catharina von Salm-Reiffenscheid                   | stopte als adis in 1647 wegens haar huwelijk met graaf Johann von Rietberg |
| 29 | 1647          | 1690       | Anna Salome von Manderscheid-Blankenheim           | dochter van Johann Arnold von Manderscheid-Blankenheim, vanaf 1688 tevens abdis van sticht Essen |
| 30 | 1690          | 1706       | Eleonora von Löwenstein-Wertheim-Rochefort         | dochter van Ferdinand Karl von Löwenstein-Wertheim-Rochefort en Anna Maria von Fürstenberg |
| 31 | 1706          | 1717       | Anna Juliana von Manderscheid-Blankenheim          | dochter van Salentin Ernst von Manderscheid-Blankenheim, was tevens abdis van stift Elten en het stift Vrede |
| 32 | 1717          | 1776       | Francisca Christiana von Palts-Sulzbach            | dochter van Theodor Eustach von Pfalz-Sulzbach, vanaf 1726 tevens abdis van sticht Essen, overleden op 80-jarige leeftijd |
| 33 | 1776          | 1795       | Maria Cunigunde van Saksen                         | vanaf 1776 tevens abdis van sticht Essen |